# La Chorale de Croatie
La Chorale de Croatie je hrvatski dokumentarni film urednika Nike Kostanića. Film govori o osobitom pronošenju glasa Hrvatske svetištem u Lourdesu kroz duhovnu pjesmu, a tradicijsko klapsko pjevanje duhovnih napjeva u izvedbi Klape Hrvatske ratne mornarice "Sv. Juraj" dalo je tome osobit pečat.